# 郑重 (1915年)
郑重（1915年10月—2003年12月9日），男，广东海丰人，中国政治人物。曾任中共厦门市委书记兼厦门市革命委员会主任。

## 生平
1915年10月出生。1927年参加海陆丰农民运动。1932年赴广州知用中学求学，1936年在广州加入中国共产党。历任中共广州市委宣传干事，中共海陆丰中心县委书记，中共东江特委宣传部部长，东江前线特委组织部部长、副书记，东江纵队第六支队政委，华东野战军第十兵团教导团（师级）政委。参加济南战役、淮海战役和渡江战役。1949年8月，随军解放福建省并进驻福州市，曾任中共福州市委组织部部长，福州市人民政府副市长等职。1952年6月调任上海电机厂党委书记，同年9月厂长曹维廉离厂后，郑重又兼任厂长职务。1953年12月调任上海江南造船厂厂长。1958年9月再次调任上海电机厂党委书记。1960年调回福建省，担任中共三明市委第二书记。1961年7月调任中共福州市委第二书记。1966年文化大革命开始后受到冲击。1970年代，历任中共三明钢铁厂委员会书记、革委会主任，中共三明地委副书记，中共厦门市委书记兼市革委会主任，福建省经委副主任，福建省船舶工业公司董事长等职。2003年12月9日2时30分在福州市逝世。

## 社会兼职
- 中国老年书画研究会顾问
- 福建老年书画艺术协会常务副会长
- 福州画院、厦门书画院顾问

## 出版物
- 《郑重书画集》
- 《拾遗集》（广州花城出版社）

## 家庭
- 父亲：郑志盛（1876年－1950年），字渭滨，号子沧。
- 夫人：黄瑛
- 儿子：郑马季